# Municipio de Farmington (condado de Clarion)
El municipio de Farmington (en inglés: Farmington Township) es un municipio ubicado en el condado de Clarion en el estado estadounidense de Pensilvania. En el año 2000 tenía una población de 62 habitantes y una densidad poblacional de 14.4 personas por km².

## Geografía
El municipio de Farmington se encuentra ubicado en las coordenadas 41°23′00″N 79°14′29″O / 41.38333, -79.24139.

## Demografía
Según la Oficina del Censo en 2000 los ingresos medios por hogar en la localidad eran de $32,739 y los ingresos medios por familia eran de $39,688. Los hombres tenían unos ingresos medios de $29,279 frente a los $20,300 para las mujeres. La renta per cápita de la localidad era de $15,982. Alrededor del 10,3% de la población estaba por debajo del umbral de pobreza.